# 분쇄기

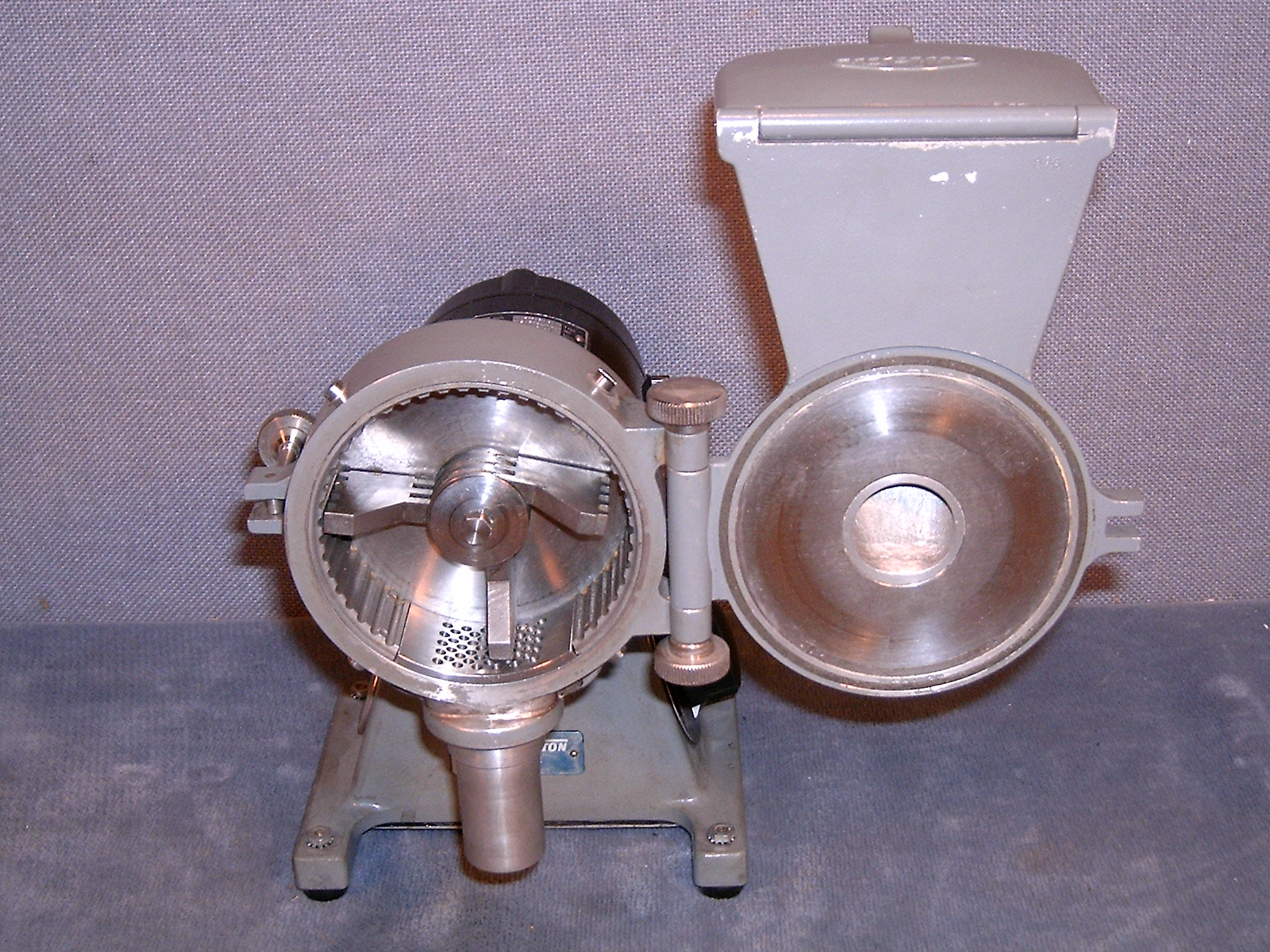

분쇄기(粉碎機)는 고체 물질을 작은 조각으로 분쇄하기 위한 기계다. 많은 종류의 분쇄기가 있고 박살내는 것에도 덩어리 수준에서 가루수준까지 많은 종류가 있다. 이러한 분쇄는 많은 공정에서 중요한 단위 작업이다. 다양한 유형의 공장이 있고 그곳에서 처리되는 다양한 유형의 재료가 있다. 역사적으로 방앗간은 손이나 동물(예: 수동 크랭크를 통해), 일하는 동물(예: 말 방앗간), 바람(풍차) 또는 물(물레방아)에 의해 구동되었다. 현대에는 대개 전기로 구동된다.
고체 재료의 연삭은 내부 결합력을 극복하여 구조를 파괴하는 기계적 힘을 통해 발생한다. 분쇄 후 고체의 상태는 결정립 크기, 결정립 크기 배치 및 결정립 모양으로 변경된다.
분쇄는 또한 골재 재료(예: 광석 채굴)를 분해, 분리, 크기 조정 또는 분류하는 과정을 의미한다. 예를 들어, 건설 목적을 위해 균일한 골재 크기를 생성하기 위해 암석을 파쇄하거나 분쇄하거나, 구조적 충전 또는 매립 활동을 위해 암석, 토양 또는 골재 재료를 분리한다. 골재 밀링 공정은 또한 골재 또는 토양에서 오염이나 수분을 제거 또는 분리하고 운송 또는 구조적 충전 전에 "건식 충전"을 생성하는 데 사용된다.
연삭은 엔지니어링에서 다음과 같은 목적으로 사용될 수 있다.
- 고체의 표면적 증가
- 원하는 입자 크기의 고체 제조
- 자원의 펄프화

## 같이 보기
- 압출성형
- 맷돌